# Marit Ellen Brøste
Marit Ellen Brøste (...) è un'ex sciatrice alpina norvegese.

## Biografia
Ai Campionati norvegesi 1970, disputati a Oppdal tra il 6 e l'8 marzo, la Brøste vinse la medaglia d'argento nello slalom speciale e quella di bronzo nella combinata; gareggio anche in Coppa del Mondo, senza ottenere risultati di rilevo, ma non prese parte a rassegne olimpiche o iridate.

## Palmarès

### Campionati norvegesi
- 2 medaglie:
  -  1 argento (slalom speciale nel 1970)
  -  1 bronzo (combinata nel 1970)[senza fonte]